# Entedononecremnus funiculatus
Entedononecremnus funiculatus är en stekelart som beskrevs av Svetlana N. Myartseva 2004. Entedononecremnus funiculatus ingår i släktet Entedononecremnus och familjen finglanssteklar. Inga underarter finns listade i Catalogue of Life.